# Gerda Frömel
Gerda Frömel (Šumperk, novembro de 1931 – Condado de Mayo, 3 de agosto de 1975) foi uma escultora checa.

## Biografia
Gerda nasceu na antiga Checoslováquia, em 1931. Era a filha mais velha entre as quatro filhas de uma mãe austríaca e um pai alemão. Seus pais foram obrigados a fugir de sua cidade natal durante a Segunda Guerra Mundial quando o governo checo expulsou os alemães de seu território, em 1945 e tentaram retornar à Alemanha como refugiados. Eles se estabeleceram inicialmente na Áustria e depois em Stuttgart.
Em 1948, aos 17 anos, Gerda se matriculou na Academia de Belas Artes de Stuttgart, mas pouco depois se mudou para Darmstadt, onde estudou metalurgia e escultura, passando um período na Escola de Belas Artes de Munique. Neste período de estudante, em Munique, ela conheceu Werner Schürmann, escultor especialista em arte em metal e bronze. Eles se casaram em 1955 e se mudaram para a Irlanda no ano seguinte, quando ele assumiu um cargo docente no National College of Art, de Dublin.

## Carreira
Gerda fez sua primeira exposição na Irlanda, em 1956, pela Irish Exhibition of Living Art (IELA), em uma parceria que duraria pelos próximos vinte anos. Após sua primeira exposição, ela continuou produzindo e expondo em várias galerias. O casal morava nos arredores de Rathfarnham, onde abriram uma fundição para trabalhar com metal e tiveram quatro meninos e uma menina. Uma tragédia familiar, porém, interrompeu a carreira de Gerda. Em 1959, sua segunda filha, Natasha, de dois anos, acidentalmente se afogou enquanto brincava na estufa da residência da família.
Em 1966, Schürmann deixou a Irlanda e a família e se mudou para a Alemanha, onde se tornou um cantor de ópera. O casal só separaria formalmente anos depois, quando viram que o acordo não estava funcionando.
Em 1964, Gerda fez uma exposição na Galeria Dawson, seguida de uma nova exposição em 1967 com o arquiteto Michael Scott e uma segunda exposição solo em 1970. Gerda tornou-se uma renomada artista plástica na Irlanda, ganhando vários prêmios e encomendas. Sua encomenda mais importante veio em 1967, quando ela produziu uma escultura de marinheiros para a fábrica da Dundalk, Co. Louth.
Nos anos 1960 e 1970, ela trabalhou muito com mármore, além do metal ao qual já estava acostumada.

## Morte
Gerda passava um feriado com os filhos em um lago no Condado de Mayo, e se afogou em um acidente de barco, aos 43 anos, em 3 de agosto de 1975.